# Мамо
Мамо (Mammo) e остготски военачалник през края на 5 и началото на 6 век.
Като генерал на крал Теодорих Велики (493 – 526) той участва във войната между франките и готите през 508 – 510 г. в южна Галия. Той е адютант на генерал принц Тулуин и на генерал херцог Иба. Пристига с нова войска в Прованс, за да помага на Иба. Той има успехи при градовете Валанс на р. Рона и Оранж.